# سبتمبر 2017
سبتمبر 2017 هو الشهر التاسع من عام 2017. بدأ الشهر يوم الجمعة، وانتهى يوم السبت بعد 30 يومًا.

## بوابة:أحداث جارية
| - وزارة الدفاع الروسية تنفي التقارير حول قصف قواتها مناطق سكنية في إدلب. - حيدر العبادي يمهل كردستان 3 أيام لتسليم المطارات إلى بغداد. - صندوق النقد الدولي "راض عن إصلاحات مصر الإقتصادية الجريئة". - بورتوريكو تواجه "ورطة كبرى" بسبب تداعيات إعصار ماريا على اقتصادها. |